# پارک ملی آگوارگا
پارک ملی آگوارگا (به اسپانیایی: Parque nacional y área natural de manejo integrado Aguaragüe) یک پارک ملی در بولیوی است.